# Новоград (регіон)

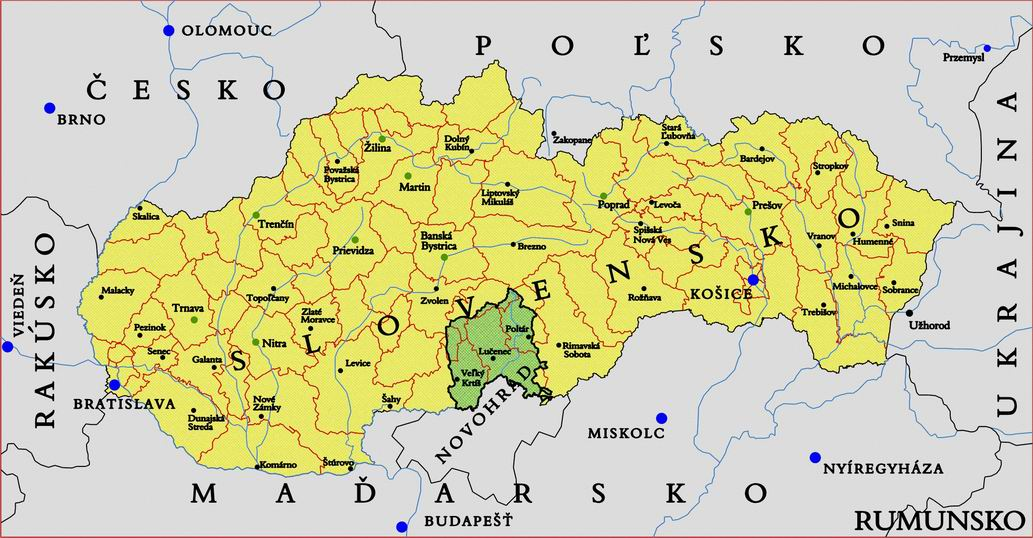
Новоград на карті Словаччини

Новоград (словацьк. Novohrad, угорськ. Nógrad) — один із історичних та туристичних словацьких регіонів. Частина цього історичного регіону знаходиться за межами Словаччини на території Угорщини. Сьогодні цей регіон не утворює окрему територіальну одиницю, назва Новоград використовується як неформальна назва цього регіону.
У Словаччині територія Новограда охоплює майже весь район Лученец, близько 2/3 району Полтар, східну частину району Велки Крітш, південну частину району Зволен (Леш і околиці), південну частину району Детва і невелику частину району Рімавська Собота. Історично значимі поселення цього району — Галичина і Дивін.
Регіон розташований на території Словацького рудогір’я, регіону, який свого часу служив головним постачальником золота та інших благородних металів для потреб Угорського Королівства.
Нині Новоград є одним з найбідніших словацьких регіонів. Рівень безробіття становить майже 30 %. Найважливішими історично відомими містами Новограда є Лученец, а також Вельки-Кртіш .

## Див.також
- Nógrád (Угорщина)
- Список муніципальних утворень, Новоград район округу